# École supérieure des arts du cirque
Pour les articles homonymes, voir ESAC.
 (mars 2017).
L'École supérieure des arts du cirque (ESAC) est une école professionnelle de cirque située à Bruxelles, en Belgique. C’est une des quelques écoles supérieures dans le monde offrant un enseignement du cirque menant à un diplôme, et la seule en Belgique.

## Historique

### Fondation
À l'initiative de Vincent Wauters, une première école de cirque est née à Bruxelles en 1981: l’École sans filet. Rebaptisée L'Ecole de Cirque de Bruxelles, elle est à l'origine de nombreux projets artistiques et pédagogiques qui ont été relayés depuis par des associations ou des institutions devenues indépendantes. Ainsi l’ENAC, future ESAC, a développé dans un premier temps une école préparatoire d’où est issue une génération d’artistes.  
En 1999, la Commission communautaire française (Cocof) institue l’ESAC, qui quelques années plus tard sera reconnue comme École supérieure des Arts par la Fédération Wallonie-Bruxelles, en 2003. 

## Lieux

### Nouveau bâtiment
L'Esac a déménagé sur le campus du CERIA, campus principal des établissements de la Cocof, depuis septembre 2017 dans un bâtiment entièrement destiné aux arts du cirque.
Un budget a été engagé par le Service public francophone bruxellois  pour rénover l'ancienne Chaufferie et construire un volume additionnel. 
Les infrastructures sont composées d'un grand volume lumineux d'une hauteur variant entre 13 et 9 m totalement destiné à l'apprentissage des techniques de cirque, d'une studio de création dont la hauteur varie elle aussi entre 13 et 9 m consacré aux répétitions et à la pratique du trampoline. 

### Centre scolaire du Souverain
Précédemment, la Commune d’Auderghem a accueilli l’école depuis sa création dans le bâtiment Art nouveau du « centre scolaire du Souverain », lui offrant des services mutualisés avec les autres établissements d’enseignement qui se partageaient les locaux. 

## Formation

### Bachelier en Arts du Cirque
L’enseignement supérieur des arts du cirque organisé à l’ESAC est de type court, il comprend trois années d’études.
Si l’axe principal de la formation est artistique, il se double de la recherche d’une technicité, tout en privilégiant une approche contemporaine. L’enseignement est forcément individualisé. 